# Burakumin

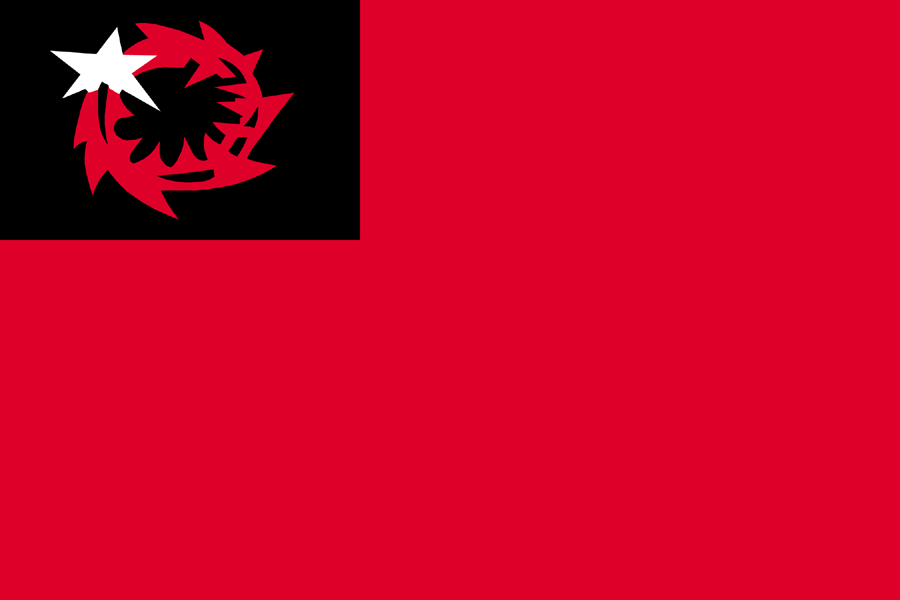
Flaga Ligi Wyzwolenia Buraku

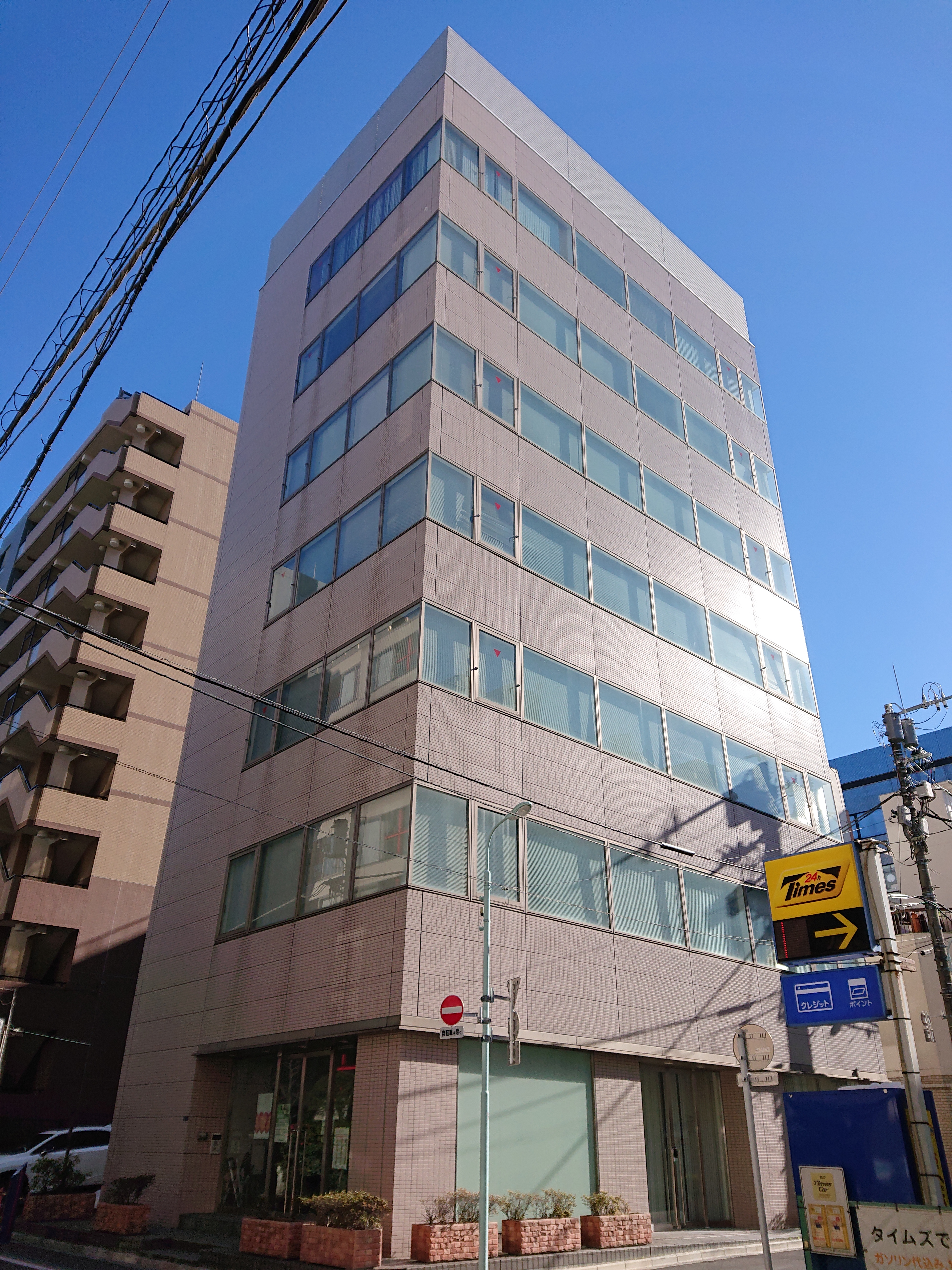
Centrala Ligi w Tokio

Burakumin (jap. 部落民 buraku-min, (buraku → pol. przysiółek, wioska, osada, wspólnota; min → tu: ludność, gmin)) – rdzennie japońska grupa społeczna (podkasta), która wyłoniła się w XVI wieku z kast ludzi zdegradowanych – eta (ludzi, których praca zazwyczaj polegała na zajmowaniu się zwłokami ludzi lub zwierząt) i hinin (np. byłych więźniów, włóczęgów, żebraków, wyrzutków), czy osób uprawiających zawody – według shintō i buddyzmu – „nieczyste”: ubój, garbarstwo, wytwarzanie skór.

## Opis
Owocowało to silną stygmatyzacją i marginalizacją społeczną, a także fizyczną izolacją. Burakumin zamieszkiwali w najgorszych częściach miast i wsi, w bardzo złych warunkach. W 1871 roku podkasty formalnie zniesiono i burakumin stali się obywatelami niższych sfer.
Burakumin we współczesnej Japonii zamieszkują głównie własne komuny w południowej i zachodniej części Wysp i cały czas podlegają dyskryminacji i wykluczeniu w zakresie edukacji i zatrudnienia. Nie mogą wchodzić do niektórych świątyń, działy personalne części przedsiębiorstw mają też wykazy dystryktów zamieszkałych przez burakumin celem ich identyfikowania i niezatrudniania, napotykają również problemy w doborze partnerów życiowych. Jako temat tabu nie występują w artykułach, podręcznikach szkolnych i historycznych, w związku z czym duża część młodzieży nie wie o ich istnieniu i problemach.
W 1912 roku w prefekturze Mie tylko 37% chłopców i 15,4% dziewcząt z tej grupy zapisanych było do szkół elementarnych. W 1997 roku połowa osiemdziesięciolatków była analfabetami (w grupie pięćdziesięciolatków – jedna osoba na dziesięć). W 1985 roku (ostatnie oficjalne dane) statystyki mówiły o 4594 komunach zamieszkałych przez 1 163 372 burakumin. Obecnie może ich być od 1 do 3 milionów w około 5000 komun. Pierwsze obszerne monografie na temat grupy ukazały się w latach 60. i 70. XX wieku.
W 2008 roku Mapy Google opisały poszczególne komuny (dōwa-chiku → okręg asymilacyjny; obszar burakumin) na niektórych swoich mapach, co wywołało protesty przeciwko możliwej stygmatyzacji i dyskryminacji ich mieszkańców. Duża część burakumin jest postrzegana przez pozostałych członków społeczeństwa japońskiego jako mniej inteligentni czy też genetyczni przestępcy (jednak widoczny jest stopniowy, powolny wzrost tolerancji). Ze względu na istniejące ograniczenia społeczne licznie korzystają z pomocy społecznej.